# Szczebrzusz
Szczebrzusz – wieś w Polsce położona w województwie świętokrzyskim, w powiecie staszowskim, w gminie Łubnice.
| SIMC    | Nazwa       | Rodzaj    |
| ------- | ----------- | --------- |
| 0798883 | Błonie      | część wsi |
| 0798890 | Za Jeziorem | część wsi |

Prywatna wieś szlachecka, położona była w drugiej połowie XVI wieku w powiecie wiślickim województwa sandomierskiego. W latach 1975–1998 miejscowość administracyjnie należała do województwa tarnobrzeskiego.
Położona przy lewym brzegu Wisły. Krajobraz wsi charakteryzuje się dużą liczbą drzew (wierzby) oraz pól uprawnych.
W drugiej połowie lat siedemdziesiątych XVI wieku wieś była własnością Jakuba Chlewickiego.